# Halo: Ghost of Onyx
『Halo: Ghosts of Onyx』（ヘイロー: ゴーストズ・オブ・オニキス）は、ビデオゲームHALOシリーズを題材としたアメリカの小説である。作者はエリック・ナイランド。
本作は時系列的に言うと『Halo 2』と『Halo 3』の中間となる。ただし後半に関しては『Halo 3』と同時期に近いようである。基本的に本編主人公マスターチーフではなく、ゲーム本編には登場しなかったサブキャラクターたちが主役。
アメリカでは2006年10月31日に発売され、日本では2012年9月25日に翻訳版が発売された。

## 概要

### 序章
26世紀では「国連宇宙司令部」（UNSC）が人類の主要な組織となり、地球外への移住やテラフォーミングなどを積極的に行っていた。しかし突如として現れた地球外生命体「コヴナント」は、人類の存在は神への冒涜であるとして人類に対し聖戦を呼びかけてきたのであった。UNSCは科学力でコヴナントに大きく後れを取っており、数年の間に大多数の殖民惑星を失った。UNSCはコヴナントにも対抗できるサイボーグ兵士「スパルタン部隊」を戦争に投入するものの、結局その本拠地である「惑星リーチ」は跡形もなく破壊されてしまった。
スパルタン117のマスターチーフを含め、僅かに生き残ったスパルタンたちは人類と地球を守るために戦い続ける。

### 惑星オニキスにて
スパルタン計画の立案者キャサリン・エリザベス・ハルシー博士は、ONI（海軍情報部）のある惑星オニキスで古代文明の遺跡を発見し、それの調査にあたっていた。しかし何らかの影響でオニキスの防御システムが作動してしまったらしく、防衛ドローンのセンチネルが機動。それにより博士達は身動きが出来なくなってしまう。ここは機密レベルの高い場所であるため居場所を外部に漏らすようなことは望ましくないが、一同はUNSC地球本部に救難信号を送ることにした。これにより生き残った僅かなスパルタンのフレッド-104とリンダ-058、ウィル-043とUNSC艦隊がオニキスへ派遣されることとなった。
しかしやはり、この信号はコヴナント軍にも傍受されていた。
惑星オニキスへ到着したUNSC艦隊はコヴナント艦隊と交戦し、ステルス偵察艦ダスク以外は全て撃沈されてしまった。一方、あらかじめ別のルートでオニキスへ向かったスパルタンたちはハルシー博士達と合流。ハルシー博士の調査によると、ここは古代文明の「フォアランナー」が建造したアーティファクトであり、以前マスターチーフたちが発見した究極の大量破壊兵器「HALO」からフォアランナー自身を守るための「シェルター世界」だという（各種HALOシリーズの項目で述べられているように、HALOとはフラッドと呼ばれる寄生生物の餌、つまり人類とコヴナントを完全に消滅させる悪魔の遺産である）。
UNSC艦隊を撃滅したコヴナントたちは惑星オニキスへの降下、侵攻を開始。やがてはハルシー博士達のところにも追っ手が迫る。これらから博士達を守るため、カート・アンブロウズ大佐は2発の核爆弾を起爆してオニキス中央部へのルートを封鎖したのであった。
一方、オニキスの防衛システムであるセンチネルたちは軌道上のコヴナント艦隊を撃滅。同時にその光景とオニキス表面での核爆発を、UNSC偵察艦ダスクは見守っていた。
その後、オニキスのシェルターエリアに退避し、一同の指揮を継承したスパルタン-IIのフレッド-104は言った。「ここから脱出する手段をさがそう」と。